# Javůrek
Javůrek je obec v okrese Brno-venkov v Jihomoravském kraji. Leží v Křižanovské vrchovině, zhruba 25 km severozápadně od Brna, na okraji přírodního parku Údolí Bílého potoka. Žije zde 366 obyvatel. Součástí obce je také osada Šmelcovna, která má status základní sídelní jednotky a která leží severně od vlastního Javůrku, v údolí Bílého potoka.
Javůrek sousedí na severu s Maršovem, na východě se Hvozdcem a Veverskými Knínicemi, na jihozápadě s Říčkami, Domašovem a na západě leží Lesní Hluboké.

## Historie
Javůrek býval středověkou osadou. Leží v krajině dlouhodobě osídlené, kterou procházela významná středověká cesta. Název vesnice pochází podle vyprávění od velkého stromu javoru, který kdysi stával uprostřed návsi starého Javůrku.

## Obyvatelstvo
| Rok            | 1869 | 1880 | 1890 | 1900 | 1910 | 1921 | 1930 | 1950 | 1961 | 1970 | 1980 | 1991 | 2001 | 2011 | 2021 |
| -------------- | ---- | ---- | ---- | ---- | ---- | ---- | ---- | ---- | ---- | ---- | ---- | ---- | ---- | ---- | ---- |
| Počet obyvatel | 544  | 469  | 507  | 516  | 474  | 463  | 434  | 372  | 356  | 335  | 314  | 232  | 235  | 256  | 340  |
| Počet domů     | 68   | 71   | 73   | 69   | 74   | 73   | 88   | 100  | 94   | 92   | 81   | 88   | 101  | 114  | 126  |

Vývoj počtu obyvatel

## Pamětihodnosti
- Kaple Narození Panny Marie
- Kamenná boží muka datovaná 1806
- Kaple Panny Marie Bolestné v osadě Šmelcovna

## Doprava
Územím obce prochází dálnice D1. Do obce vede silnice III/00212 z Domašova.

## Zajímavosti
Javůrek je jedním z výchozích míst do údolí Bílého potoka, k osadě Šmelcovna, v jejímž okolí se nacházejí pozůstatky starých hamrů. Každoročně se tam první jarní neděli koná tradiční slavnost vítání jara.

## Galerie

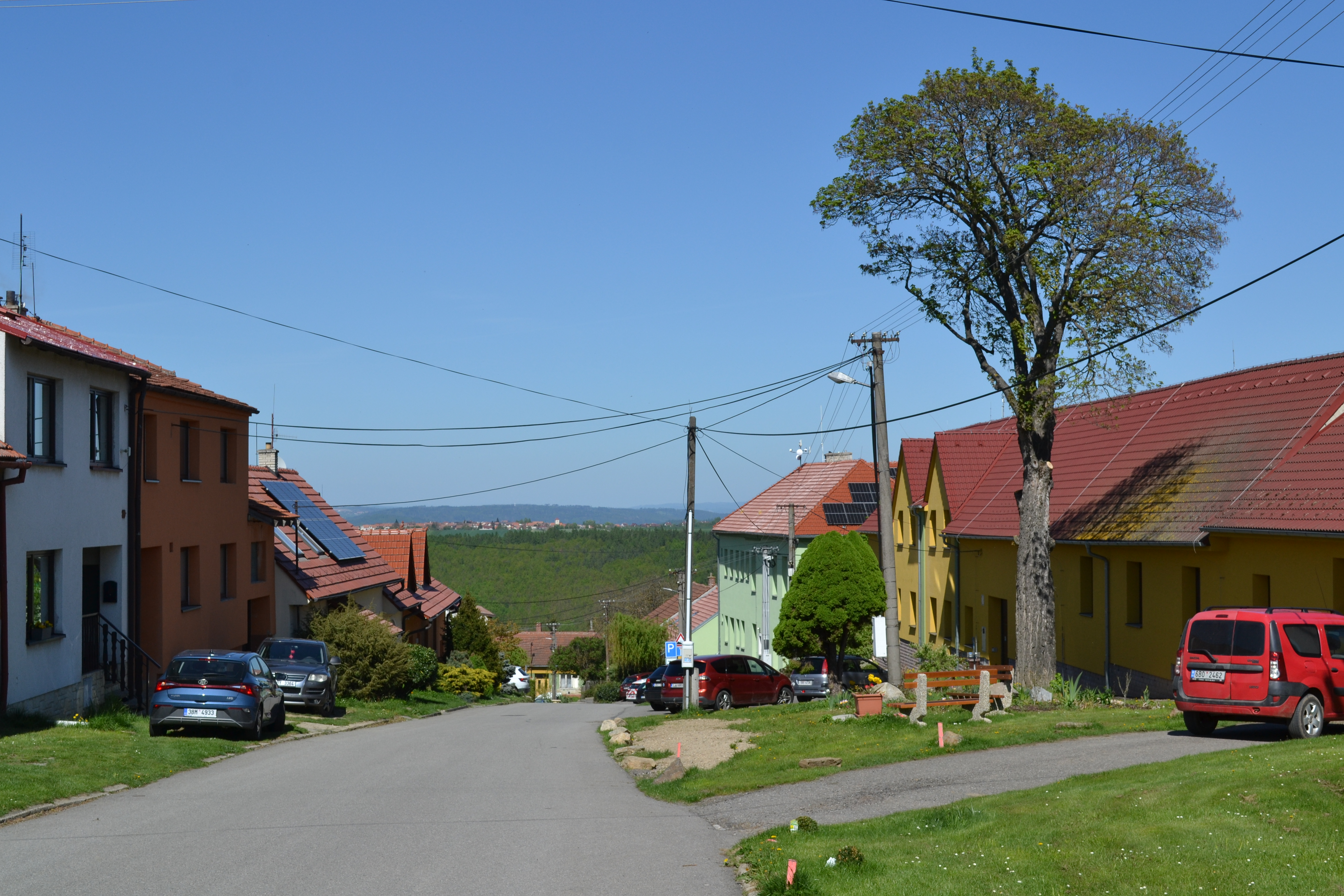
Hlavní ulice
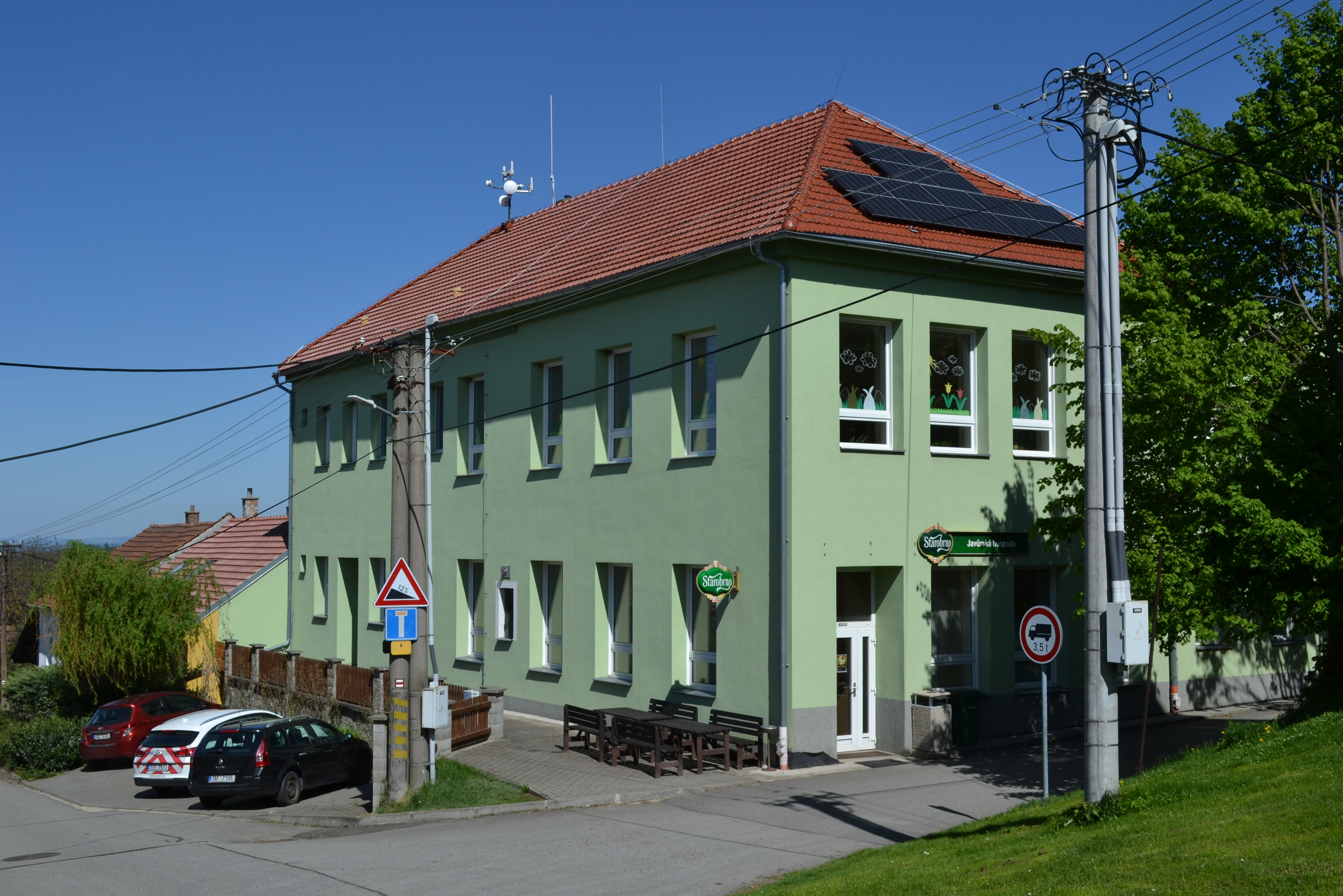
Hospoda a obecní úřad
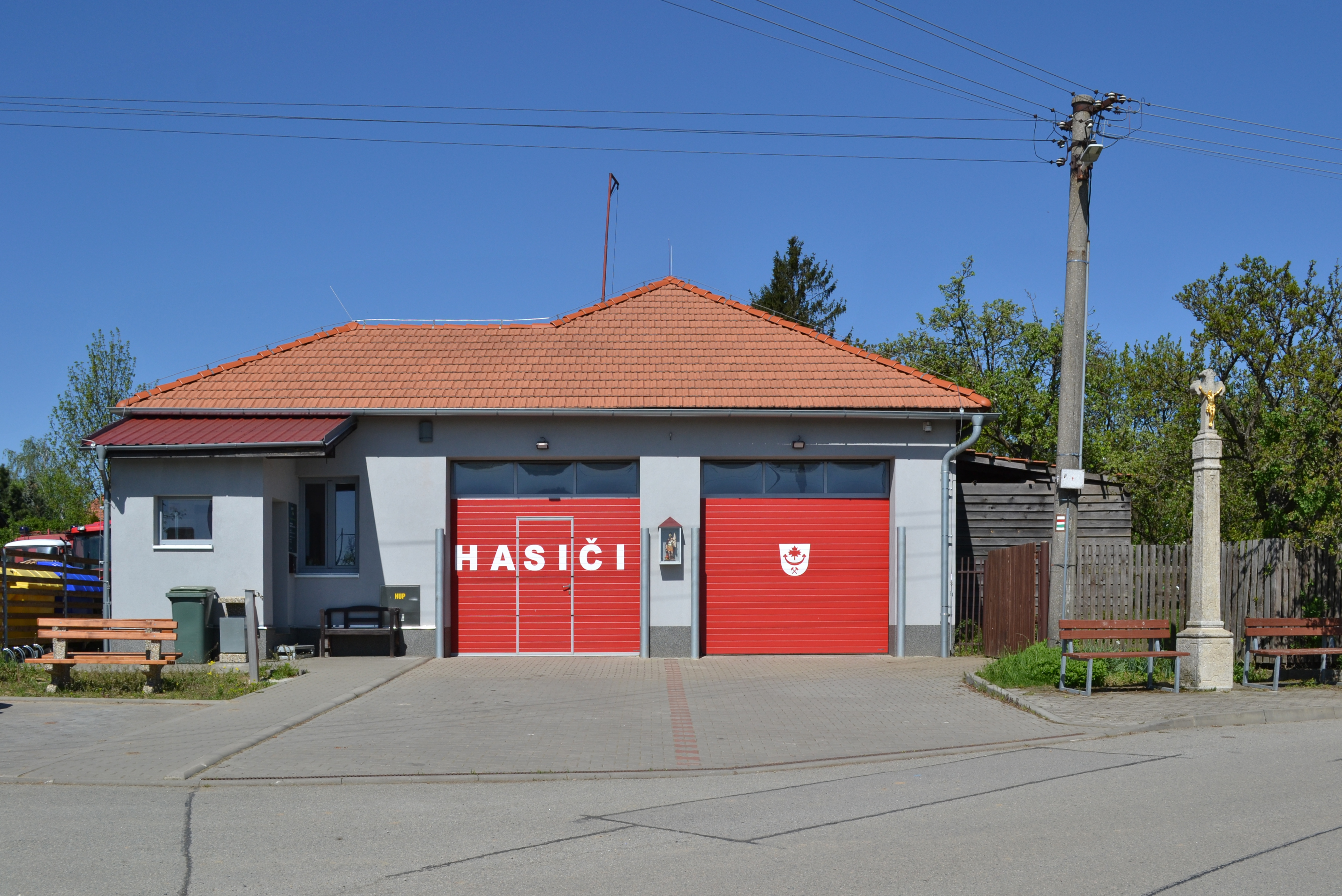
Hasičská zbrojnice
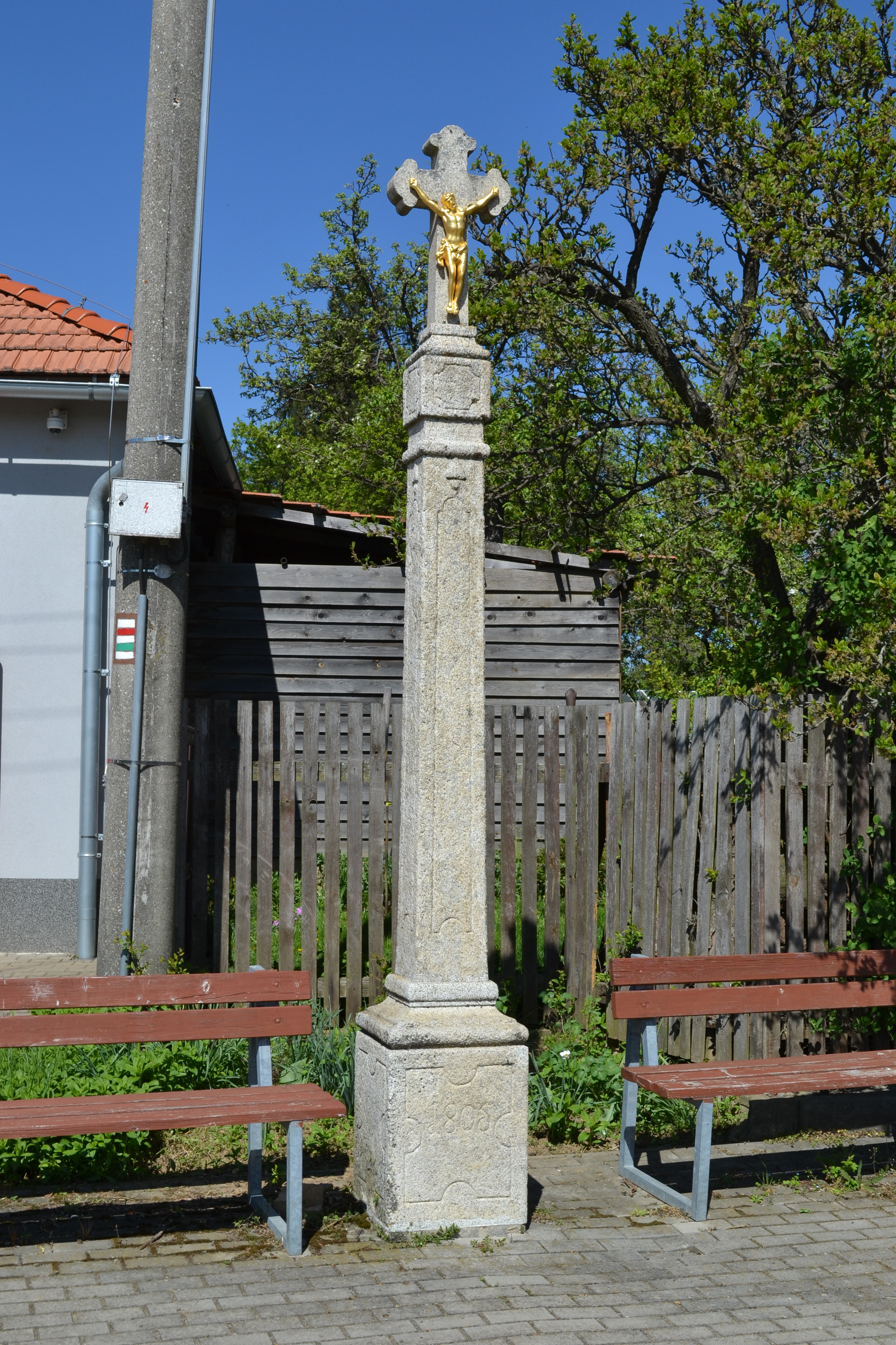
Boží muka
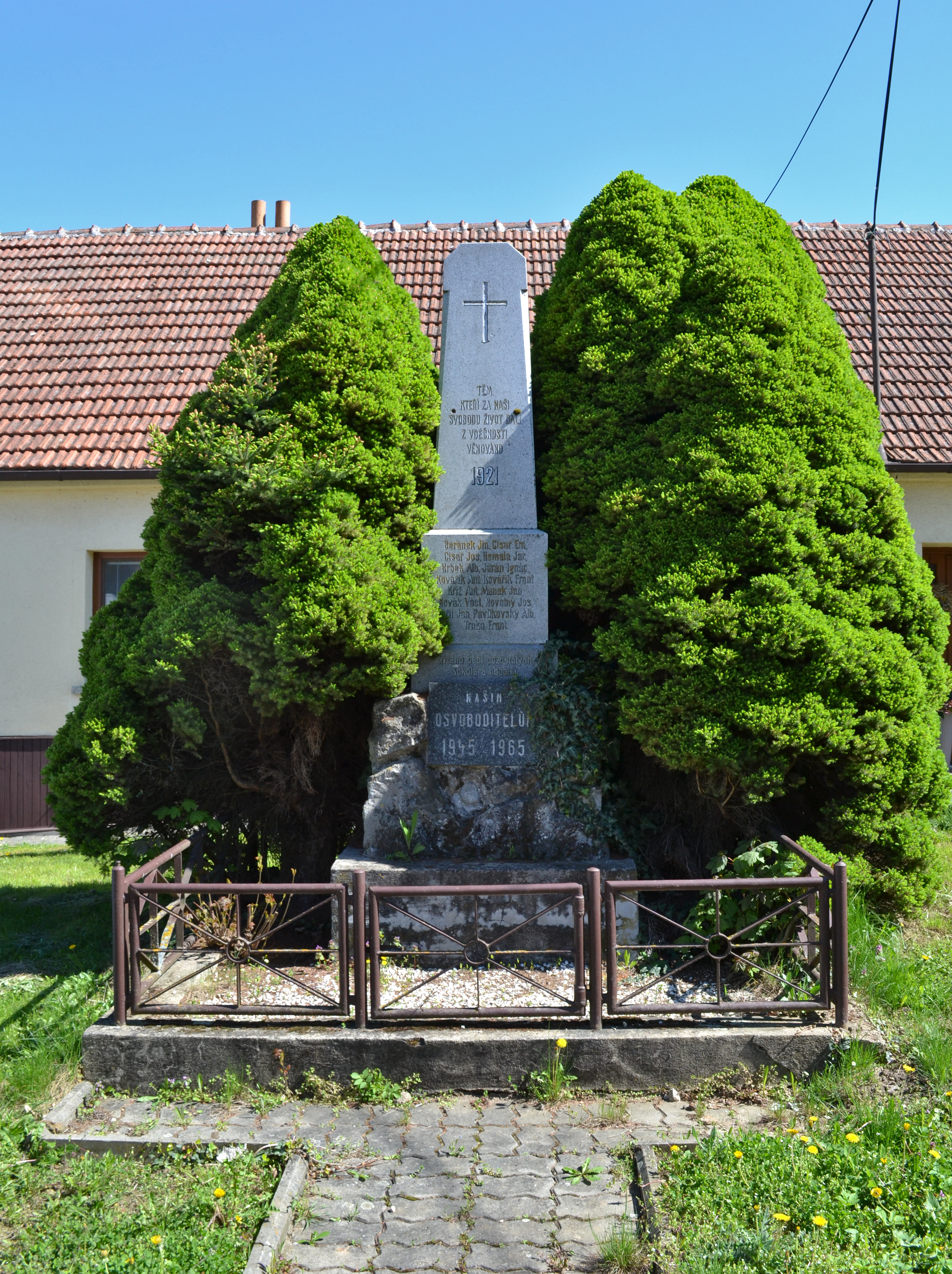
Pomník padlým
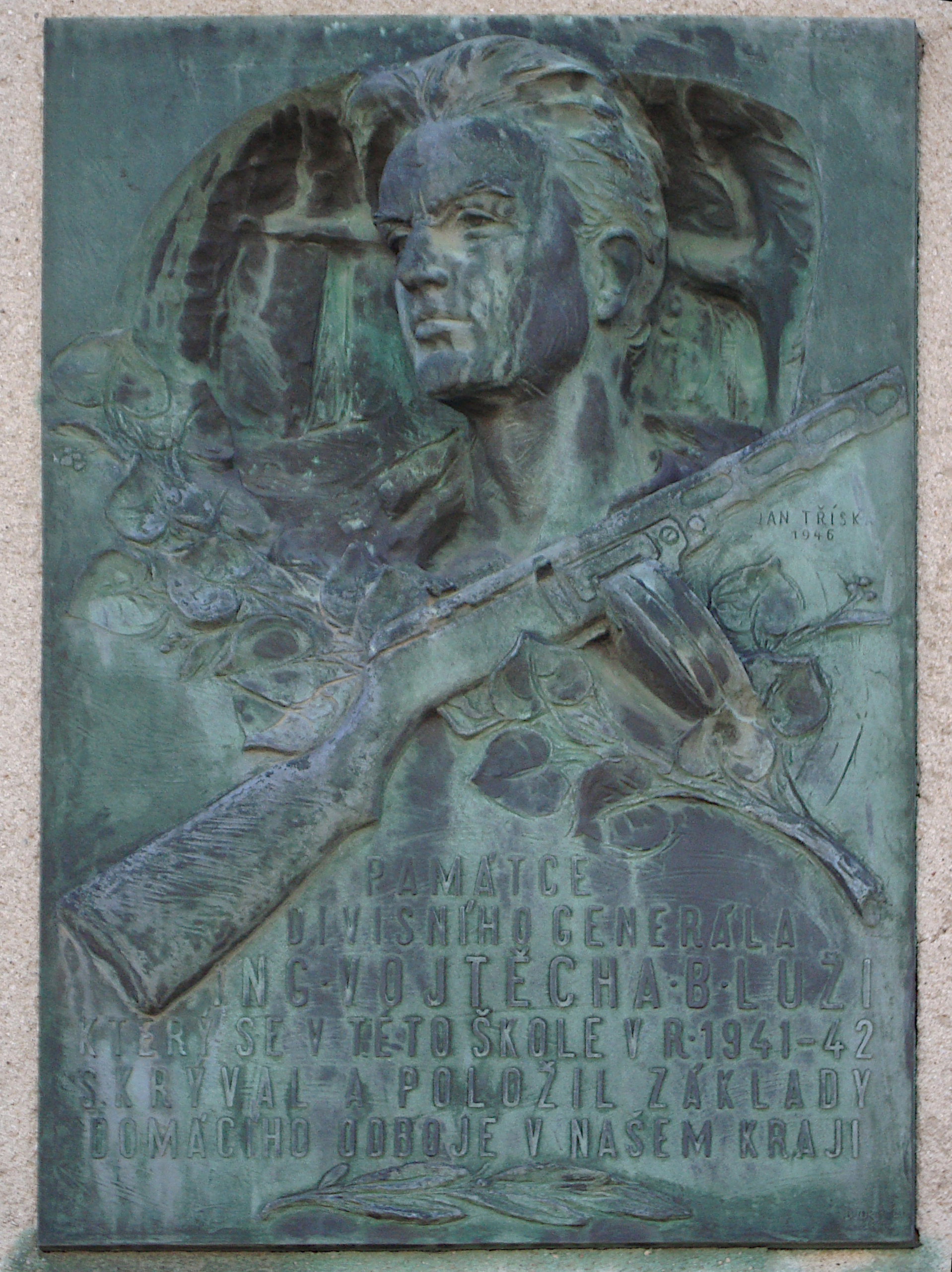
Pamětní deska generála Vojtěcha Luži